# ATP St. Pölten 2001
L'ATP St. Pölten 2001, noto come International Raiffeisen Grand Prix St. Polten per motivi di sponsorizzazione, è stato un torneo professionistico maschile di tennis giocato sulla terra rossa. È stata la 21ª edizione del torneo, la dodicesima inserita nell'ATP Tour, faceva parte della categoria International Series e si è svolta nell'ambito dell'ATP Tour 2001. Si è giocato dal 21 al 27 maggio 2001 allo Sportzentrum Niederösterreich di Sankt Pölten, in Austria.
È stata l'ottava edizione di questo torneo giocata a Sankt Pölten, le prime nove edizioni si erano svolte a Bari, le tre iniziali facevano parte delle Challenger Series e le sei successive erano state poste sotto l'egida del Grand Prix. Prima di approdare a Sankt Pölten, il torneo era quindi stato trasferito per quattro edizioni a Genova, dove per la prima volta è stato inserito nell'ATP Tour.

## Campioni

### Singolare
Andrea Gaudenzi ha battuto in finale  Markus Hipfl con il punteggio di 6–0, 7–5

### Doppio
Petr Pála /  David Rikl hanno battuto in finale  Jaime Oncins /  Daniel Orsanic con il punteggio di 6–3, 5–7, 7–5